# Park Narodowy Península de Paria
Park Narodowy Península de Paria (hiszp. Parque nacional Península de Paria) – park narodowy w północnej części Wenezueli położony w stanie Sucre. Został utworzony 12 grudnia 1978 roku i zajmuje obszar 375 km². W 2005 roku został zakwalifikowany przez BirdLife International jako ostoja ptaków IBA. Na zachód od niego znajduje się Park Narodowy Turuépano.

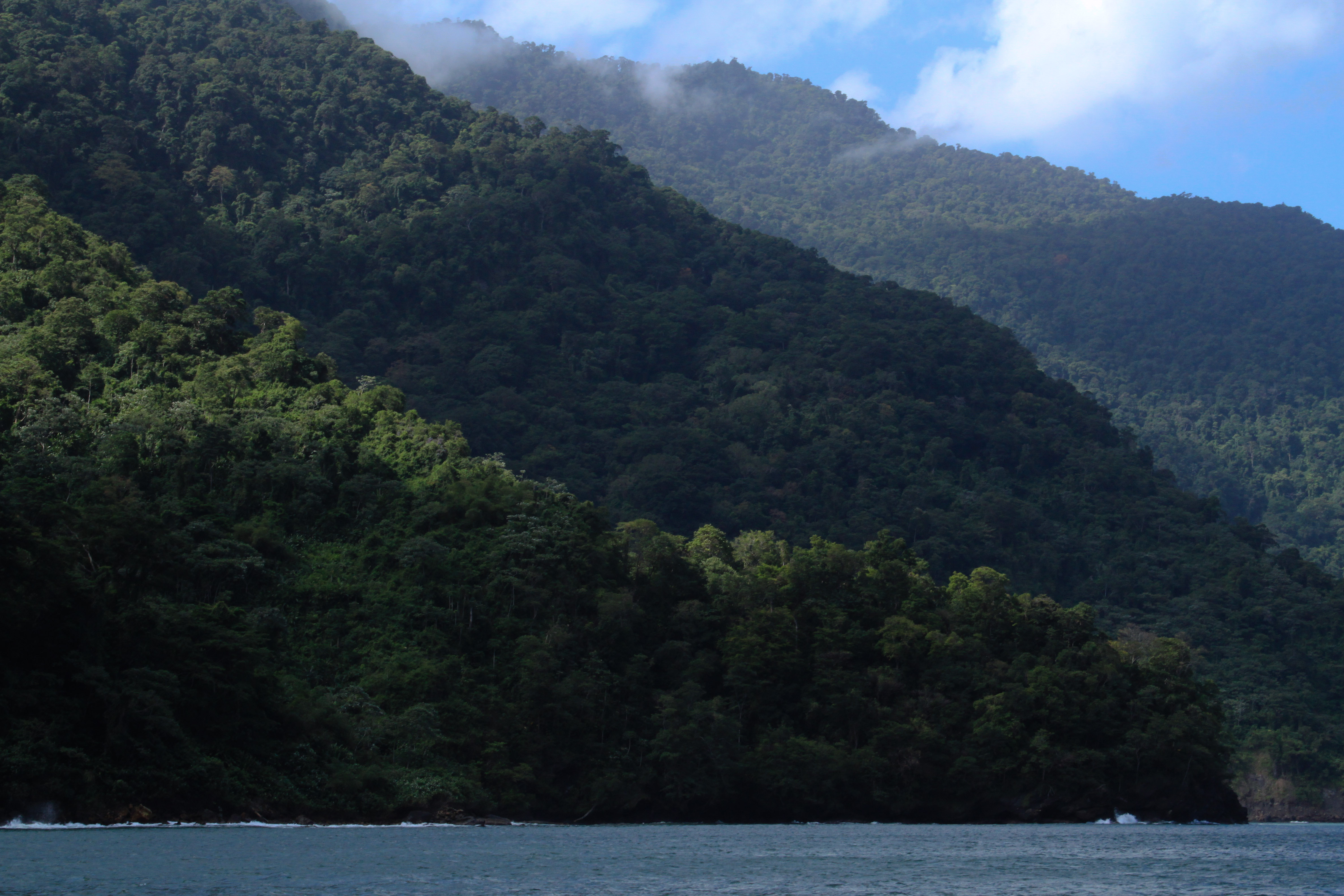
Pasmo górskie Serranía de Paria

## Opis
Park znajduje się nad Morzem Karaibskim i obejmuje pasmo górskie Serranía de Paria położone na półwyspie Paria oraz wyspę Patos i kilka małych wysepek położonych w cieśninie Boca del Dragón. Pasmo jest wąskie i ciągnie się ze wschodu na zachód. Jego północne zbocza są strome i opadają w kierunku morza tworząc klify i zatoczki. Najwyższe szczyty to Cerro El Patao (1070 m n.p.m.) i Cerro El Humo (1371 m). Park pokrywa wilgotny las równikowy (do wysokości 800 m n.p.m.) i las mglisty. Na wybrzeżu występują lasy namorzynowe. Flora charakteryzuje się wysokim poziomem endemizmu. Znajduje się tu duża liczba jaskiń.
Temperatury w parku wahają się od +15°C do +26°C, a roczne opady od 1000 mm do 1500 mm. Pora deszczowa trwa od maja do listopada.

## Flora
W wilgotnym lesie równikowym występują m.in.: pachira wodna, Sloanea guianensis, Licania heteromorpha, Laplacea fruticosa, Carapa guianensis, Psychotria poeppigiana, Meriania longifolia, Clidemia debilis, Witheringia solanacea, Miconia lacera, Siparuna stellulata, Tabernaemontana undulata, Becquerelia cymosa, Calathea casupito i Begonia humilis.
W lasach mglistych rosną m.in.: Aniba megaphylla, Dussia martinicensis, Prestoea pubigera, Asplundia moritziana, Danaea moritziana, Trichomanes fimbriatum, Mapania pycnocephala, Besleria mortoniana, Piper dilatatum i Bactris setulosa.
Gatunki endemiczne występujące w parku to zagrożone wyginięciem (EN) Stephanopodium venezuelanum i Aristeyera ramosa, narażony na wyginięcie (VU) Ixora agostiniana, a także m.in.: Epidendrum dunstervilleorum, Lepanthes pariaensis, Psychotria pariensis, Asplundia pariensis, Trichipteris steyermarkii, Selaginella hartii, Anthurium aripoense, Cyphomandra tobagensis i Solanum ierense.

## Fauna
Ptaki występujące w parku to m.in.: złocik wenezuelski, szmaragdzik rudorzytny, brzęczek rdzawosterny, pelikan brunatny, głuptak białobrzuchy, czubacz żółtoguzy, zapylak białosterny, haczykodziobek wenezuelski, stokóweczka żółtooka, penelopa jasnolica, owocojad wenezuelski, zapylak białosterny oraz takie gatunki endemiczne jak np.: zagrożone wyginięciem (EN) nożycosterek, Premnoplex pariae (podgatunek perłowca białogardłego) i pleszówka żółtolica.
Ssaki tu żyjące to narażony na wyginięcie (VU) pekari białobrody, a także m.in.: leniuchowiec dwupalczasty, leniwiec trójpalczasty, mrówkojadek jedwabisty, tamandua południowa, pancernik dziewięciopaskowy, wyjec rudy, kapucynka oliwkowa, mazama ruda, mulak białoogonowy, paka nizinna, aguti złocisty, jaguarundi amerykański, ocelot wielki i jaguar amerykański.
W parku występuje 40 gatunków płazów, w tym takie gatunki endemiczne jak np.: zagrożone wyginięciem (EN) Cochranella castroviejoi, Cochranella vozmedianoi i Mannophryne riveroi.
Zarejestrowano 63 gatunki  gadów. Są to krytycznie zagrożony wyginięciem (CR) żółw szylkretowy, zagrożony wyginięciem (EN) żółw jadalny, narażone na wyginięcie (VU) żółw oliwkowy, żółw skórzasty i krokodyl amerykański, a także m.in.: Gonatodes ceciliae, Bachia heteropa, Mastigodryas amarali i groźnica niema.